# Fenton (Michigan)
Pour les articles homonymes, voir Fenton.
Fenton est une ville du comté de Genesee, dans l'État du Michigan, aux États-Unis. En 2020, sa population était de 12 050 habitants.